# 漆谷継母児童虐待死亡事件
漆谷継母児童虐待死亡事件（チルゴクけいぼじどうぎゃくたいしぼうじけん）は、2013年8月に発生した慶尚北道漆谷郡で継母が義理の娘を殺害した事件である。

## 事件
継母Xは、2013年8月14日午後継娘Aを殴った後、Aが腹痛を訴えるも病院に連れて行かず、腸間膜破裂による腹膜炎で死亡させた疑いなどで拘束起訴された。また、Aの姉に妹を殺したという虚偽の陳述を強要させ、共犯として起訴された。しかし追加捜査の過程において、Aの姉は共犯者ではなく、被害者であることが明らかになった。XはAの姉にXの話を聞いてないとし、洗濯機に閉じ込め回し、セクハラと浴槽に閉じ込め水拷問をした。また、実父Yは犯行に加担した容疑で一緒に拘束起訴された。

## 裁判
XとYは、Aを虐待して死亡させた疑い（傷害致死罪）で起訴されて、2014年4月、懲役10年と懲役3年を言い渡した。また、Aの姉を虐待した疑いなどで追加起訴され、同年11月には、それぞれ懲役9年と懲役3年を追加で言い渡された。

## その他
2019年に韓国でこの事件を基にした映画『幼い依頼人』が公開された。